# Krumbad

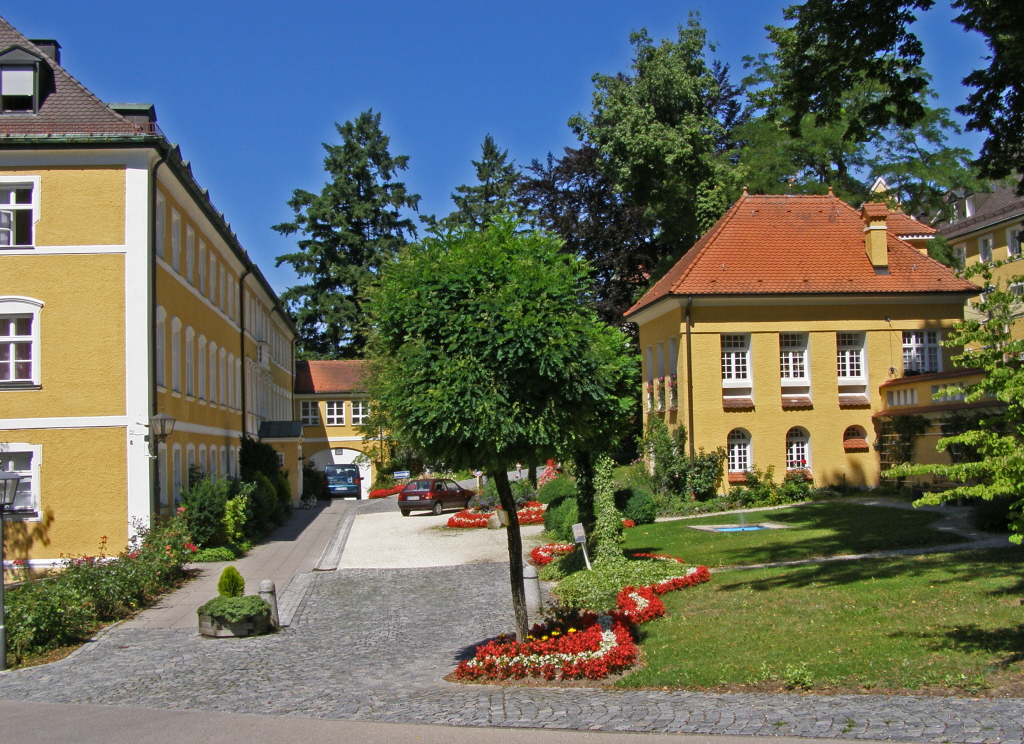
Krumbad: Innenhof mit Brunnenhaus

Das Krumbad ist ein Heilbad in Krumbach (Schwaben) mit 600-jähriger Tradition. Eng verbunden mit dem Bad ist die Sage von der Adelstochter Adelheid. Der Krumbader Badstein ist das in der Behandlung eingesetzte natürliche, ortsspezifische Heilmittel des staatlich anerkannten Naturpeloidbetriebes.

## Geographie
Das Bad liegt im bayerischen Regierungsbezirk Schwaben. Krumbad liegt in der Unteren Iller-Lech-Schotterplatten im nördlichen Teil des Alpenvorlandes direkt an der Bundesstraße B300 und am Rand eines Waldes. Das Heilbad Krumbach befindet sich auf 550 Meter Höhe.

## Geschichte
Hiltipold von Krumbenbach baute im Jahre 1145 auf dem Berg des heutigen Krumbades ein Schloss und nannte es nach seinem Namen „Hiltipoldsburg“, im Volksmunde „Hilpelsberg“. Hiltipoldsburg und Hürben (heute der östliche Teil Krumbachs) kamen einige Zeit danach an die Ritter von Ellerbach, die auch Krumbach an sich brachten. 
Im Jahre 1389 heiratete Ulrich von Ellerbach, der zugleich Burgauischer Landvogt war, Adelheid von Roth, die Tochter des Edlen Johann von Roth. 1390 sperrte der eifersüchtige Ritter seine Ehefrau Adelheid wegen eines vermeintlichen Ehebruchs in eine Scheune, die er in Brand steckte. An der Stelle, wo der Ritter die fromme Frau in der Scheune verbrannte, kam danach eine Quelle zum Vorschein, die daraufhin als heilkräftige Quelle zum „Bad zu Lechsenried“ – später Adelheidquelle wurde. 
1418 kaufte der Abt Wilhelm Sartor von Ursberg das „Bad zu Lexenried“. Das Bad verblieb bis zur Säkularisation im Jahr 1802 im Besitz des Reichsklosters Ursberg. 
1595 sind 120 Krankheiten aufgezeichnet, die „diß Bad vermischt mit Gypss“ heilen könne. Der Lauinger Mediziner Martin Ruland ließ zu diesem Thema das erste Werbeplakat drucken (heute in der Bibliothek von Nancy). 
Im Dreißigjährigen Krieg wurde das Krumbad 1633 fast ganz zerstört, alle Einrichtungen mitsamt den drei Badkesseln gestohlen. 
1758 wurde eine Badgeschichte für das Krumbad gedruckt, mit den Ergebnissen einer Untersuchung des Krumbader Badsteines und seiner Heilkräfte durch den Kurfürstlich-Mainzschen Hofrath und Leibmedico, Herr D. Joseph Ignatius von Bingen. Weitere wissenschaftliche Gutachten mit Untersuchungen der Quelle und des kieselsäurehaltigen Peloids „Krumbader Badstein“ folgten fortlaufend bis in die heutige Zeit und führten zur staatlichen Anerkennung als Peloidkurbetrieb. 1802 wurde das Krumbad bayerisch, es kam in den Besitz des Kurfürsten Maximilian von Bayern, 1891 an Dominikus Ringeisen, den Gründer der Ursberger Anstalten (heute Dominikus-Ringeisen-Werk). Damit begann ein neuer Aufstieg des Bades. Neubauten und Verschönerungen erfolgten. 1940 bis 1945 fand Bischof Joannes Baptista Sproll Zuflucht vor den Nationalsozialisten im Krumbad, nachdem er aus seiner Diözese Rottenburg verbannt wurde. Während beider Weltkriege wurde das Krumbad als Speziallazarett für rheumakranke Soldaten genutzt. 
1981 wurde die Heilbad Krumbad GmbH gegründet. Gesellschafter sind seither die St. Josefskongregation Ursberg, der Bezirk Schwaben, der Landkreis Günzburg und die Stadt Krumbach.

## Gegenwart
Das Heilbad Krumbad ist anerkannt – als Sanatorium (1974) – als Kneipp-Kurbetrieb (1979) vom Kneipp-Bund e. V. – als Peloidkurbetrieb (2001) – als 4-Sterne-Hotel (Deutsche Hotelklassifizierung).
Der Krumbader Badstein wird nördlich vom Krumbad aus dem Bergrücken des Buchenwaldes, Grabungstiefe 3 bis 5 Meter, gewonnen. Das in der Bäderwissenschaft als Peloid bezeichnete Heilmittel („Pelos“ = griech. Schlamm) ist ein bentonitischer Tonstein und vermutlich aus im Molassemeer abgelagerter vulkanischer Asche hervorgegangen. Neueste Forschungen weisen auf Zusammenhänge mit dem Meteoriteneinschlag im Ries hin. Hauptbestandteile sind Silicium (Kieselsäure) mit über 60 Prozent Anteil sowie Magnesium und Kalium.
Ein Gutachten des Institutes für Balneologie und Klimatologie der Universität München bestätigt folgende Heilanzeigen:
- Degenerative Gelenkerkrankungen
- Weichteilrheumatismus
- Chronisch-entzündliche gynäkologische Erkrankungen
- Nachbehandlung von operierten Hüftgelenken
- HWS-Syndrom

## Sonstiges
In der Weihnachtszeit ist in der Krumbad-Kapelle das Original-Hummel-Jesuskind ausgestellt, das die Künstlerin Sr. Bertha Hummel als Dank für die Pflege bei ihrem Aufenthalt 1936/37 modellierte und hinterließ.
Nahe dem Krumbad steht die Waldkapelle Lexenried. In dem ovalen Bau von 1772 befindet sich ein Fresko von Jakob Fröschle mit einer Mariendarstellung. Am Altar ist das Gnadenbild der Lexenrieder Kapelle aus dem 18. Jahrhundert zu sehen.

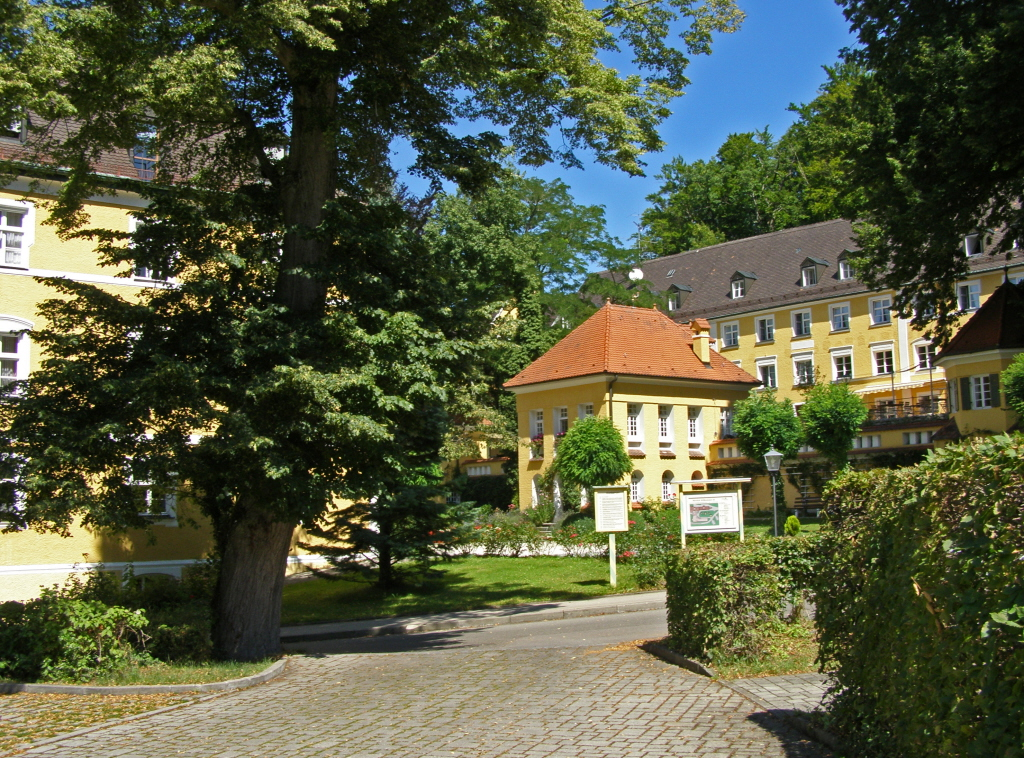
Blick vom Parkplatz
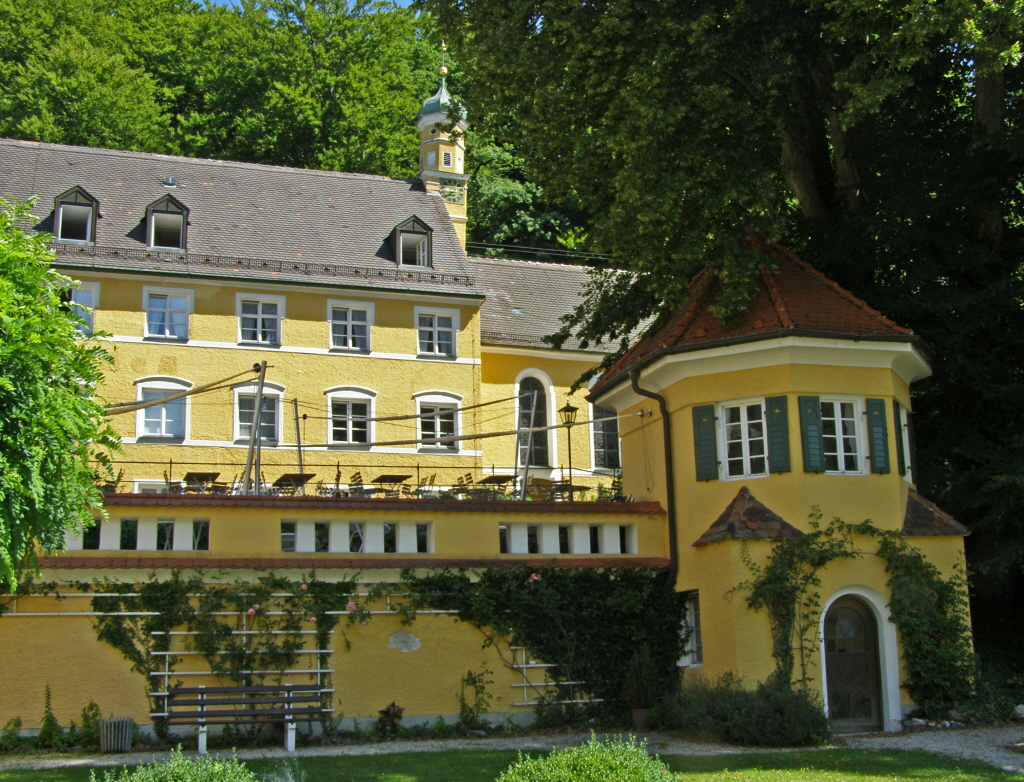
Kapelle und Garten-Restaurant
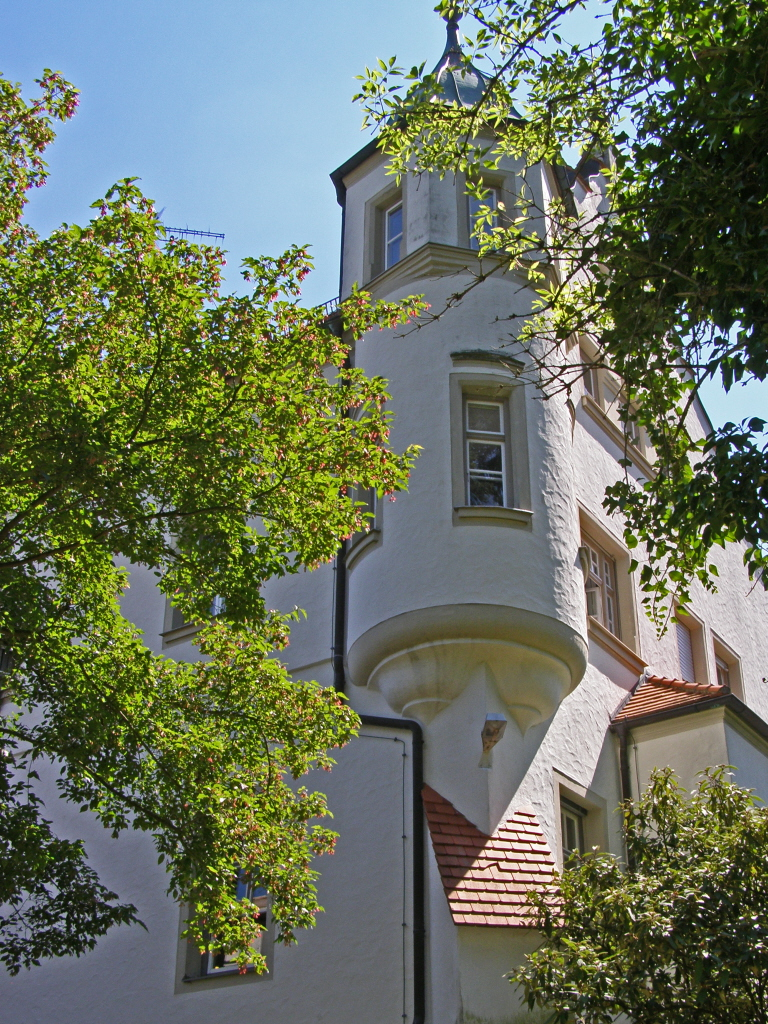
„Adelheidsburg“ im Krumbad
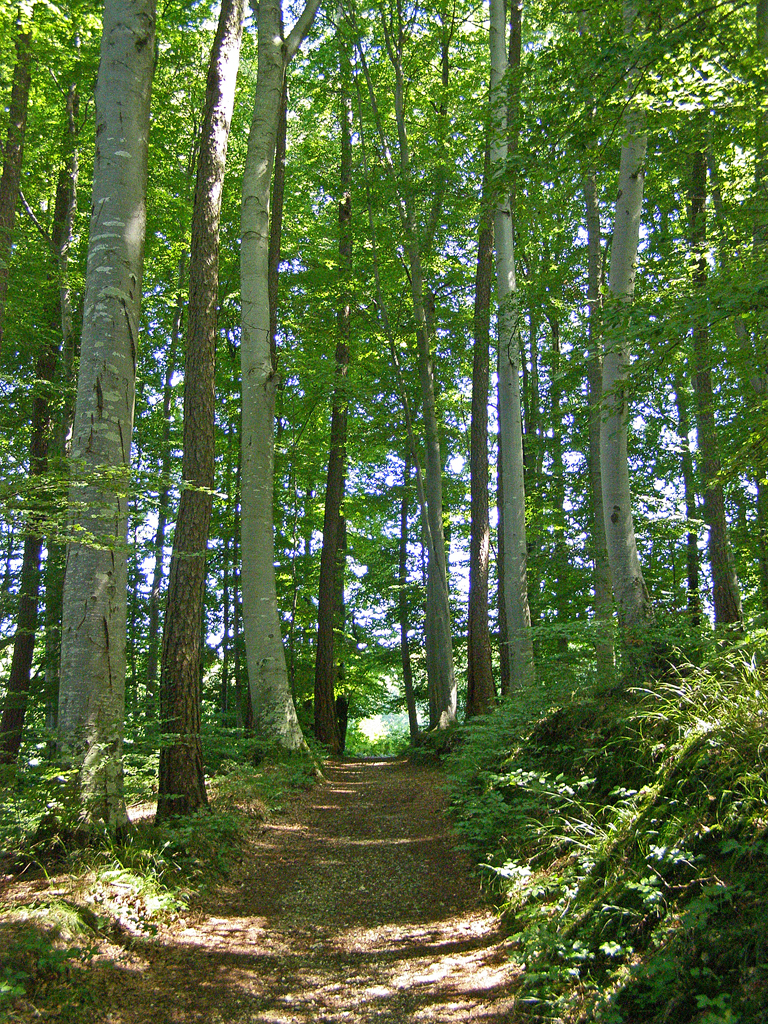
Waldweg bei der Grotte